# 伊勢鎌倉駅
伊勢鎌倉駅（いせかまくらえき）は、三重県津市美杉町八知にある、東海旅客鉄道（JR東海）名松線の駅である。

## 歴史
家城駅 - 伊勢奥津駅間建設計画が立案された当初、当駅新設予定は無かった。そこで当時の八知村長や村の有力者は建設を所管する鉄道省岐阜建設事務所へ何度も陳情し、駅員を配置しない簡易駅として新設することが認められた。第二次世界大戦中は、各駅からの乗車人数が1日数十人までに制限されたため、駅員がいない当駅に乗車希望者が殺到すると言う事態が発生した。
戦後、駅舎を建設し寄付すれば駅員配置を認める決定が成されたため、八知村は1947年（昭和22年）6月に駅舎建設開始、同年8月6日に鉄道省へ引渡した。これを受け駅に電話を引入れ、同年10月1日から駅員2名が配置された。

### 年表
- 1935年（昭和10年）12月5日：鉄道省名松線家城駅 - 伊勢奥津駅間開通時に開設[1]。旅客営業のみ[2]。簡易駅として開設されたため、無人駅であった[2]。
  - 当時は、参宮線津駅 - 山田駅（現・伊勢市駅）間及び名松線の各駅を発着する旅客のみ利用可能であった。
- 1947年（昭和22年）10月1日：旅客制限撤廃、荷物扱い開始[4]。駅員2名配置[2]。
- 1951年（昭和26年）12月15日：荷物扱い廃止[5]、無人駅化[2]。
- 1987年（昭和62年）4月1日：国鉄分割民営化に伴い、東海旅客鉄道（JR東海）の駅となる[1]。
- 2009年（平成21年）
  - 10月8日：台風18号により、名松線全面運休[1]。
  - 10月15日：家城駅 - 伊勢奥津駅間バス代行に伴い、列車運休[1]。
- 2016年（平成28年）3月26日：家城駅 - 伊勢奥津駅間復旧、列車運行再開[6]。

## 駅構造
線路北側に単式ホーム1面1線を有する地上駅。
松阪駅管理の無人駅。ホーム上に1998年頃に新築された待合所が設置されている。以前は木造待合所で、比津駅に2007年まであった待合所と似たものであった。

## 利用状況
「三重県統計書」によると、近年の1日平均乗車人員の推移は以下の通り。なお、2009年度 - 2015年度は、2009年10月 - 2016年3月まで行われていたバス代行輸送分を含んでいる。
| 年度   | 1日平均 乗車人員 |
| ------ | ---------------- |
| 1954年 | 95               |
| 1956年 | 109              |
| 1998年 | 19               |
| 1999年 | 17               |
| 2000年 | 15               |
| 2001年 | 13               |
| 2002年 | 10               |
| 2003年 | 10               |
| 2004年 | 10               |
| 2005年 | 9                |
| 2006年 | 9                |
| 2007年 | 8                |
| 2008年 | 9                |
| 2009年 | 8                |
| 2010年 | 8                |
| 2011年 | 6                |
| 2012年 | 8                |
| 2013年 | 6                |
| 2014年 | 5                |
| 2015年 | 6                |
| 2016年 | 7                |
| 2017年 | 7                |
| 2018年 | 6                |
| 2019年 | 7                |

## 駅周辺
この近辺の山々には美杉地区名産の美杉杉が一面生えている。当駅の主な利用者が住む集落は徒歩10分程伊勢八知駅寄りに離れている。また直線距離にして約2.8km西方に布引峠を始めとしたメナード青山リゾートホテル群があるが、峠とを最短距離で結ぶ道は無い。

## 隣の駅
東海旅客鉄道（JR東海）
■名松線
伊勢竹原駅 - 伊勢鎌倉駅 - 伊勢八知駅